# فندق فيرمونت برج ساعة مكة الملكي
فندق ساعة مكة فيرمونت هو فندق تديره سلسلة فنادق ومنتجعات فيرمونت الفاخرة في مكة، المدينة المقدسة في المملكة العربية السعودية والمعروفة غالباً باسم مكة المكرمة. يعد الفندق جزءاً من مجمع أبراج البيت وهو أحد أطول الفنادق في العالم إذ يتألف من 76 طابقاً، ويضم 1542 غرفة، 10 مطاعم، منتجع صحي ومركز لياقة بدنية. وهو الفندق الأقرب إلى المسجد الحرام و الكعبة الشريفة، وجهة الكثير من المسلمين أثناء موسم الحج السنوي. كما يقع الفندق أيضاً بالقرب من مجمع أبراج البيت للتسوق ومراكز الجذب السياحي الأخرى في المملكة العربية السعودية.
.

## لمحة تاريخية
بدأ بناء الفندق في عام 2004 وافتُتح رسمياً في 1 تشرين الثاني / نوفمبر 2010. وقد تولى تصميمه من الخارج والداخل شركة ريتشموند الدولية، المتخصصة في تصميم أماكن الضيافة العالمية. أما المساهمين الأساسيين في الفندق فهما المملكة العالمية للفنادق وشركة كولوني كابيتال المحدودة. يتميز فندق برج ساعة مكة الملكي بكونه أطول فندق في العالم، ومتصل ببرج الساعة الملكي الذي يضم أكبر واجهة ساعة في العالم.الفندق هو النقطة المحورية في مجمع أبراج البيت والذي تم تشييده كجزء من وقف الملك عبد العزيز.

## الموقع
يتميز برج ساعة مكة الملكي بموقع مركزي مجاور للمسجد المقدس «المسجد الحرام». و الذي يعد وجهة للمسلمين خلال موسم الحج السنوي إلى الكعبة الشريفة في المملكة العربية السعودية. يقع الفندق أيضاً بالقرب من جبل النور، الجمرات، جبل ثور، قصر السقاف، قصر خزام، ومجمع أبراج البيت للتسوق.

## المطاعم
يتميز برج ساعة مكة الملكي بوجود 9 خيارات لتناول الطعام:
- كافيه مذاق - مقهى صغير يقدم القهوة، الشاي، الحلويات الفطائر والوجبات الخفيفة.
- أطياف - مطعم يقدم أطباق شرق أوسطية، آسيوية، شمال أفريقية ومتوسطية.
- جريل - المطعم الأول الذي يقدم وجبات اللحوم الفاخرة في أي من فنادق مكة.
- أجا - مطعم آسيوي تقليدي يقدم أطباق ديم صم، الحساء والأرز المقلي.
- كافيه ميركاز - مقهى يضم مجموعة مختارة من أنواع البن العالمية.
- بهارات - وهو مطعم هندي على طراز بوفيه مع محطة تندور.
- زان - مطعم يقدم المأكولات العربية التقليدية.
- الدار - مطعم على طراز البوفيه يقدم المأكولات اللبنانية التقليدية.
- الديار - مطعم يقدم الأطباق البدوية وأطباق بلاد الشام ويمكن أن يستوعب 500 ضيف.
- الوجبات في الغرف - يمكن للضيوف طلب مجموعة متنوعة من الأطباق التقليدية والحديثة لغرفهم الخاصة.

## الجوائز والأوسمة
حاز برج ساعة مكة الملكي عدداً من الجوائز المرموقة منها:
- أفضل فندق في الشرق الأوسط لعام 2012 (جوائز السفر العالمية)[5]
- أفضل معلم فندقي في العالم لعام 2011 (جوائز السفر العالمية) [6]
- أفضل معلم فندقي في الشرق الأوسط لعام 2011 (جوائز السفر العالمية) [7]